# William Parry (Mathematiker)
William Parry (* 3. Juli 1934 in Coventry; † 20. August 2006 in Marton, Warwickshire) war ein britischer Mathematiker, der sich mit Dynamischen Systemen und Ergodentheorie befasste.

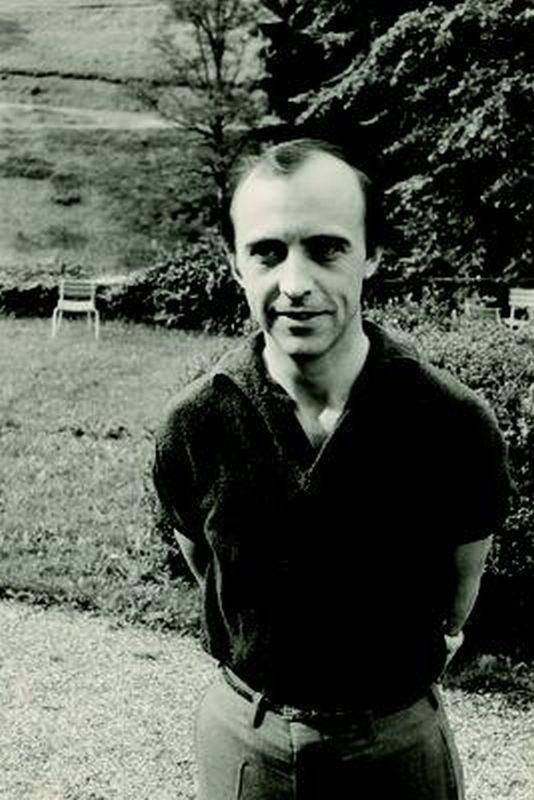
William Parry, Oberwolfach 1968

Parry kam aus einer Familie von Stahlarbeitern und er behielt zeitlebens sozialistische Überzeugungen (bis zum Ungarischen Aufstand war er auch Mitglied der Kommunistischen Partei). Er studierte am University College London, der University of Liverpool (Master-Abschluss) und am Imperial College in London, an dem er 1960 bei Yael Dowker promovierte. Er war Lecturer an der Universität Birmingham (1960 bis 1965) und der University of Sussex und wurde 1968 Reader an der neu gegründeten University of Warwick und 1970 Professor. 1984–1986 leitete er die Mathematikfakultät. Er starb an Krebs.
Die Parry-Daniels-Abbildung, die Parry-Sullivan-Invariante und das Parry-Maß sind in der Theorie dynamischer Systeme nach ihm benannt.
1970 war er Invited Speaker auf dem Internationalen Mathematikerkongress in Nizza (Ergodic theory of G-spaces). 1984 wurde er Fellow der Royal Society.
Zu seinen Doktoranden gehören Mary Rees und Mark Pollicott.
Er war verheiratet und hatte eine Tochter.

## Schriften
- Entropy and generators in ergodic theory, Benjamin 1969
- mit Selim Tuncel: Classification problems in ergodic theory, Cambridge University Press 1982
- mit Mark Pollicott: Zeta functions and the periodic orbit structure of hyperbolic dynamics, Societé Mathématique de France, 1990
- Topics in ergodic theory, Cambridge University Press 1981
- Intrinsic Markov chains, Trans. Amer. Math. Soc. 112 (1964), 55–66